# 直氏成
直 氏成（あたい の うじなり、生没年不詳）は、平安時代初期の官人。官位は少初位下・下県郡擬大領。

## 出自
直氏は天児屋根命の十四世孫である雷大臣の後裔を称する天神系氏族である津島氏（津島直）の一族か。

## 経歴
文徳朝の天安元年（857年）6月に下県郡擬大領の官職にあったが、上県郡擬少領・直仁徳や上県郡擬主帳・卜部川知麻呂、下県郡擬大領・直浦主らとともに党類300人を率いて、対馬守・立野正岑の館を囲んで放火し、正岑および従者の榎本成岑ら10人・防人6人を射殺した。この時の放火により官舎・民屋が焼け翌年まで焦土となっていたという。
その後、氏成や仁徳ら首謀者と17人の百姓が捕縛され、本来であれば斬刑となるべき所を、天安2年（858年）12月に詔によって死一等を減ぜられて遠流に処された。

## 官歴
『日本三代実録』による。
- 時期不詳：少初位下。下県郡擬大領
- 天安2年（858年） 12月8日：遠流